# Gesetz und Frau

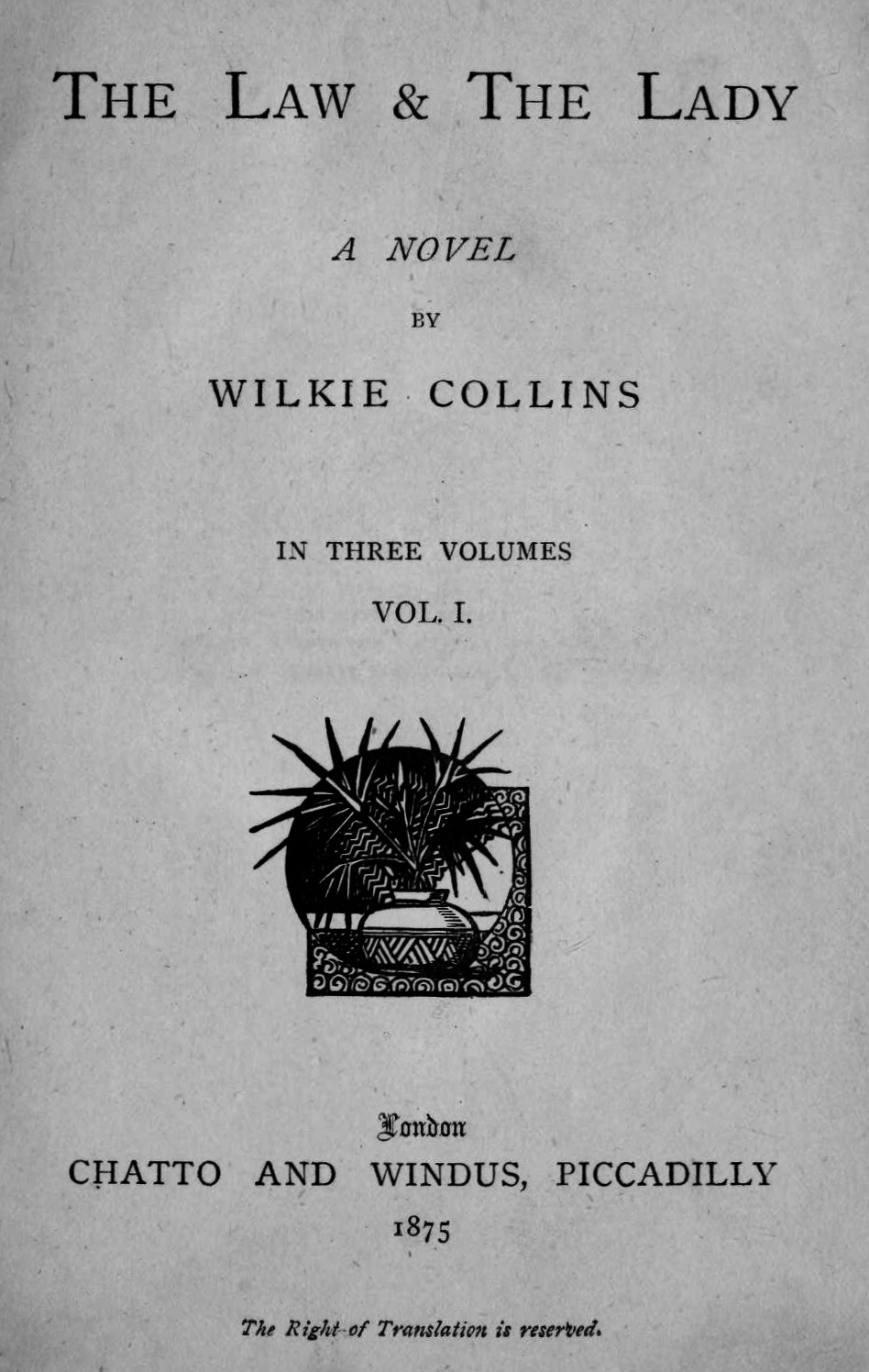
The Law and the Lady, englische Erstausgabe von 1875

Gesetz und Frau (im Original The Law and The Lady) ist ein Roman von Wilkie Collins, der 1875 erschien. Es ist das erste Werk der Kriminalliteratur, in dem eine Frau als Detektivin ermittelt. Wie der Klassiker Die Frau in Weiß ist das Buch der „Mystery Novel“ zuzurechnen. 1895 erschien eine deutsche Übersetzung unter dem Titel Was ein Weib vermag. Eine weitere deutsche Übersetzung von Adolf Gleiner wurde 1907 unter dem Titel Nicht Bewiesen veröffentlicht. Eine Neuübersetzung von Sebastian Vogel erschien 2018 unter dem Titel Eine Frau will Gerechtigkeit.

## Handlung
Es war Liebe auf den ersten Blick: Wenige Wochen nachdem die junge Valeria Eustace Woodville kennen gelernt hat, heiratet sie ihn. Doch auf ihrer Hochzeitsreise entdeckt sie, dass ihr nunmehriger Ehemann ein Geheimnis mit sich herumzuschleppen scheint. Sie bricht daraufhin die Reise ab und fährt zurück nach London, wo sie Nachforschungen startet. Mit Hilfe eines Freundes ihres Mannes, des dem weiblichen Geschlecht nicht abgeneigten Schwerenöters Major Fitz-David, entdeckt sie, dass ihr Gatte eigentlich Macallan heißt und seinen Namen wechselte, weil er bereits einmal vor Gericht stand: Damals war er des Giftmordes an seiner ersten Frau angeklagt. Valeria, die Eustace über alles liebt, versucht durch Lektüre der Prozessakten und weitere Recherchen herauszufinden, was damals wirklich geschah und wer ihre Vorgängerin mit Arsen vergiftet hat. Um jeden Preis möchte sie ihren Mann von dem fürchterlichen Verdacht befreien und die Wahrheit finden …

## Erzählweise
Anders als in vielen anderen Romanen Wilkie Collins’ besteht dieser Roman nicht aus den Berichten verschiedener Personen, sondern wird aus der ersten Person aus der Sicht Valerias erzählt.

## Kritik
"Labyrinthischer Thriller, bittere Reflexion über Täuscher, mitreißendes Porträt einer Heldin [...]. "Gesetz und Frau" ist der erste Kriminalroman, dessen Detektiv eine Frau ist. Bei der Lektüre dieses Werks versteht man die grenzenlose Bewunderung [...] Hitchcocks für den Meister Wilkie Collins (1824-1889) [...]"
(Übersetzung des französischen Klappentextes der Edition Phébus libretto, Paris 1999, Originaltext: Thriller labyrinthique, âpre réflexion sur les faux-semblants, vibrant portrait d'une héroïne [...], Seule contre la loi passe pour le premier roman policier dont le détective est une femme. À la lecture de cet opus, on comprend l'admiration sans borne que [...] Hitchcock [voua] au maître Wilkie Collins)